# Clocher de Théodard
Le clocher de Théodard (ou clocher de Saint-Théodard) est le clocher de l'ancienne cathédrale carolingienne de Narbonne dans le département français de l'Aude et la région Occitanie.

## Historique
Le clocher est tout ce qui subsiste de la cathédrale carolingienne construite en 890 par l'archevêque Théodard de Narbonne, mort le 1er mai 893. Cette cathédrale préromane a été détruite au XIIIe siècle lors de la construction de la Cathédrale Saint-Just-et-Saint-Pasteur : son emplacement est occupé par le cloître de la cathédrale, bâti de 1349 à 1417.

## Description
Le clocher de Théodard est situé entre le cloître de la cathédrale Saint-Just-et-Saint-Pasteur et la cour du Palais vieux des archevêques (dite cour de la Madeleine).
Il s'agit d'un clocher carré dont la base est édifiée en pierre de taille assemblée en très grand appareil. 
La partie haute de la tour-clocher a été restaurée à l'époque romane : elle est édifiée en appareil irrégulier avec des chaînages d'angle en pierre de taille. Chacune de ses faces est percée d'une petite fenêtre cintrée en forme de meurtrière, surmontée d'une grande baie surmontée d'un arc en plein cintre dont l'extrados est mis en valeur par un cordon de basalte noir.
Le clocher est couronné par une frise de dents d'engrenage.

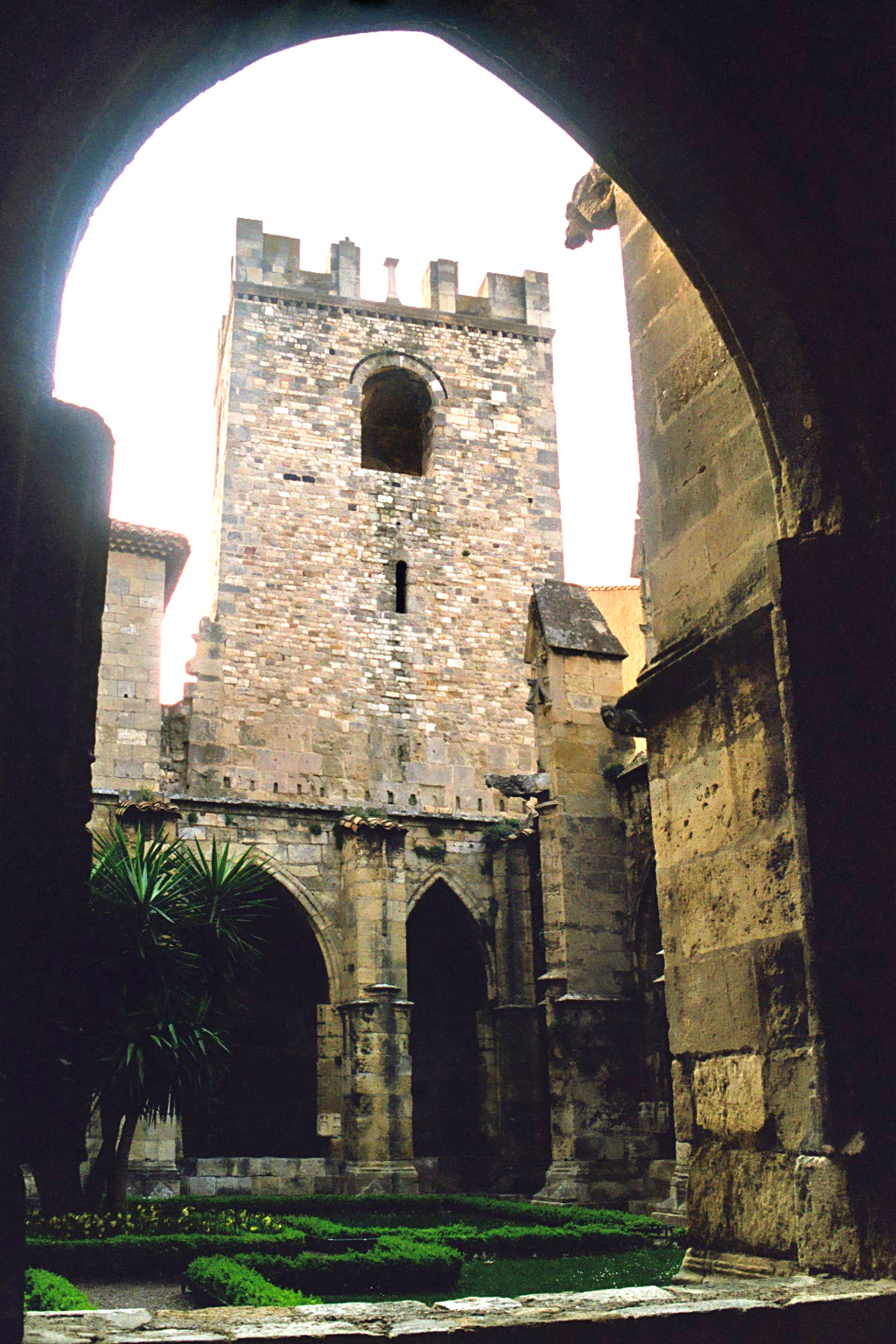
Le clocher vu depuis le cloître de la cathédrale